# Antarchaea polla
Antarchaea polla là một loài bướm đêm trong họ Noctuidae.